# Sûreté dans les transports
Ne doit pas être confondu avec Sécurité des transports.
 (mars 2017).
 (octobre 2024).
 (octobre 2024).
La mise en forme du texte ne suit pas les recommandations de Wikipédia : il faut le « wikifier ».
Les points d'amélioration suivants sont les cas les plus fréquents. Le détail des points à revoir est peut-être précisé sur la page de discussion.
- Les titres sont pré-formatés par le logiciel. Ils ne sont ni en capitales, ni en gras.
- Le texte ne doit pas être écrit en capitales (les noms de famille non plus), ni en gras, ni en italique, ni en « petit »…
- Le gras n'est utilisé que pour surligner le titre de l'article dans l'introduction, une seule fois.
- L'italique est rarement utilisé : mots en langue étrangère, titres d'œuvres, noms de bateaux, etc.
- Les citations ne sont pas en italique mais en corps de texte normal. Elles sont entourées par des guillemets français : « et ».
- Les listes à puces sont à éviter, des paragraphes rédigés étant largement préférés. Les tableaux sont à réserver à la présentation de données structurées (résultats, etc.).
- Les appels de note de bas de page (petits chiffres en exposant, introduits par l'outil «  Source ») sont à placer entre la fin de phrase et le point final[comme ça].
- Les liens internes (vers d'autres articles de Wikipédia) sont à choisir avec parcimonie. Créez des liens vers des articles approfondissant le sujet. Les termes génériques sans rapport avec le sujet sont à éviter, ainsi que les répétitions de liens vers un même terme.
- Les liens externes sont à placer uniquement dans une section « Liens externes », à la fin de l'article. Ces liens sont à choisir avec parcimonie suivant les règles définies. Si un lien sert de source à l'article, son insertion dans le texte est à faire par les notes de bas de page.
- La présentation des références doit suivre les conventions bibliographiques. Il est recommandé d'utiliser les modèles {{Ouvrage}}, {{Chapitre}}, {{Article}}, {{Lien web}} et/ou {{Bibliographie}}. Le mode d'édition visuel peut mettre en forme automatiquement les références.
- Insérer une infobox (cadre d'informations à droite) n'est pas obligatoire pour parachever la mise en page.

Pour une aide détaillée, merci de consulter Aide:Wikification.
Si vous pensez que ces points ont été résolus, vous pouvez retirer ce bandeau et améliorer la mise en forme d'un autre article.

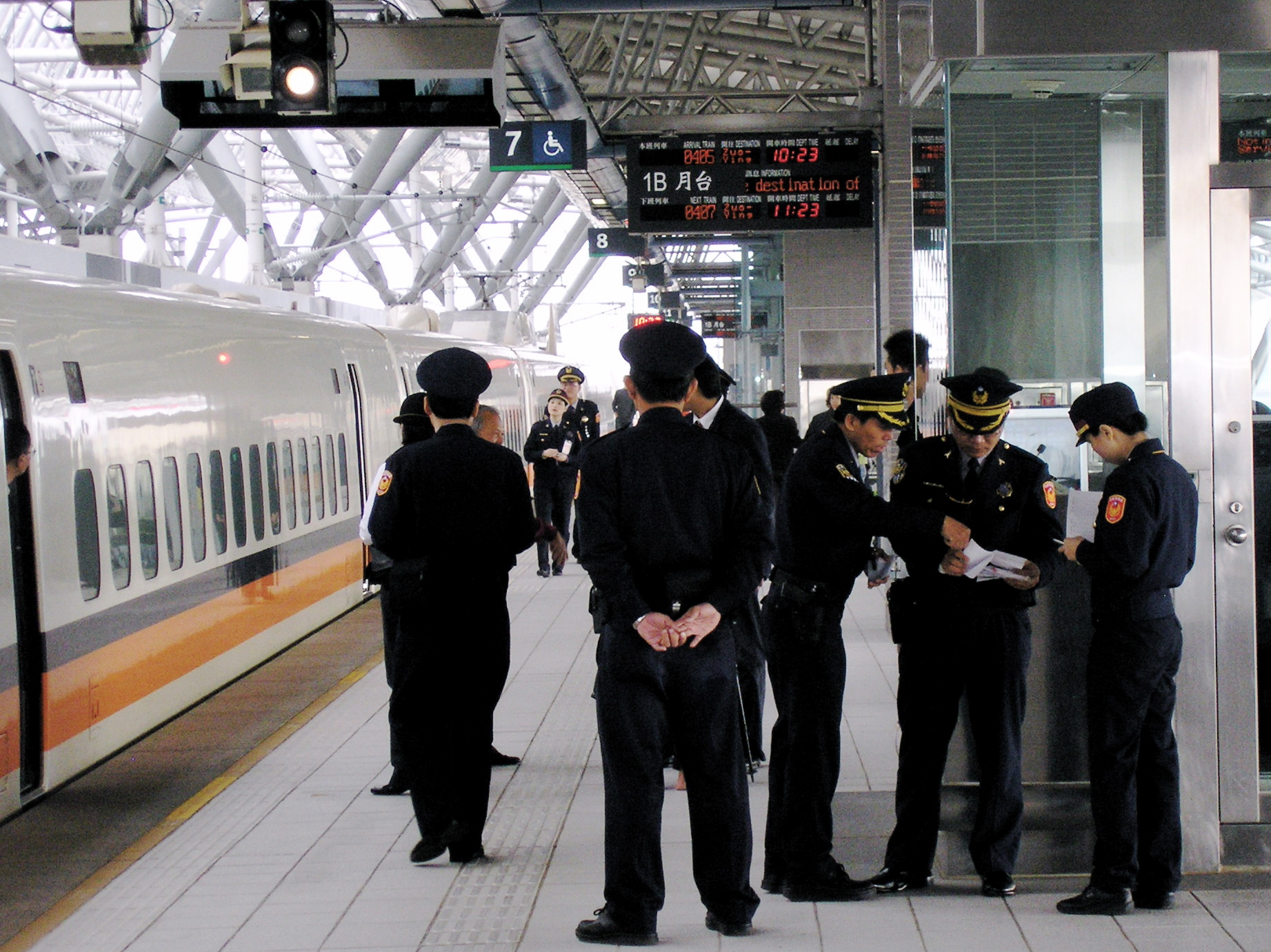
Policiers sur un quai de gare à Taïwan en 2007.

Dans le domaine des transports, il est d’usage de différencier la sécurité, qui a pour objet de prévenir la survenance d’un accident dû à des défaillances, matérielles ou humaines, ou à des causes naturelles et la sûreté, qui vise à protéger les personnes et les biens transportés, les matériels et installations liés à l’exploitation contre des actes de malveillance.

## Les différents aspects de la sureté
Deux aspects de la sûreté peuvent être définis : l’un concerne les actes de délinquance, l’autre concerne la menace terroriste.

### Les actes de délinquance
Les actes de délinquance visent essentiellement les transports en commun mais ils peuvent aussi toucher les autres types de transport. Ces actes de délinquance se traduisent par la transgression de normes à la police du transport ; il peut s’agir d’atteintes verbales (injures) ou physiques à l’encontre des voyageurs ou des personnels, de vols commis avec ou sans violence, de dégradations sur les infrastructures et les équipements. Il peut également s’agir de la fraude. Tous ces actes constituent des infractions, et des sanctions sont prévues par le code pénal, le code des transports ou des textes spécifiques tels que le décret du 3 mai 2016 (relatif à la sûreté et aux règles de conduite dans les transports ferroviaires ou guidés et certains autres transports publics)[réf. souhaitée].
A cette délinquance caractérisée s’ajoutent les nombreuses frictions et tensions, généralement qualifiées « d’incivilités », qui sont observées quotidiennement dans les transports. Ces faits ne constituent pas une infraction mais sont sources de désagréments pour l’ensemble des voyageurs : parler fort au téléphone, monter dans le bus ou la rame sans laisser descendre les autres, bousculer quelqu’un sans s’excuser, jeter des regards déplacés, rester assis sur un strapontin en période d’affluence, etc.
Pour lutter contre ces comportements qui dégradent la qualité du transport, qui donnent une mauvaise image et contribuent à renforcer le sentiment d’insécurité des voyageurs, les opérateurs de transport déploient différentes sortes d’actions telles que, par exemple, des campagnes de communication, de la médiation sociale, une participation aux dispositifs de prévention de la délinquance organisés par les collectivités territoriales, des contrôles et sanctions. En 2024, une proposition de loi vise à renforcer le rôle des agents de sureté de la SNCF et de la RATP et à créer un délit d'« incivilités d'habitude »,.

### La menace terroriste

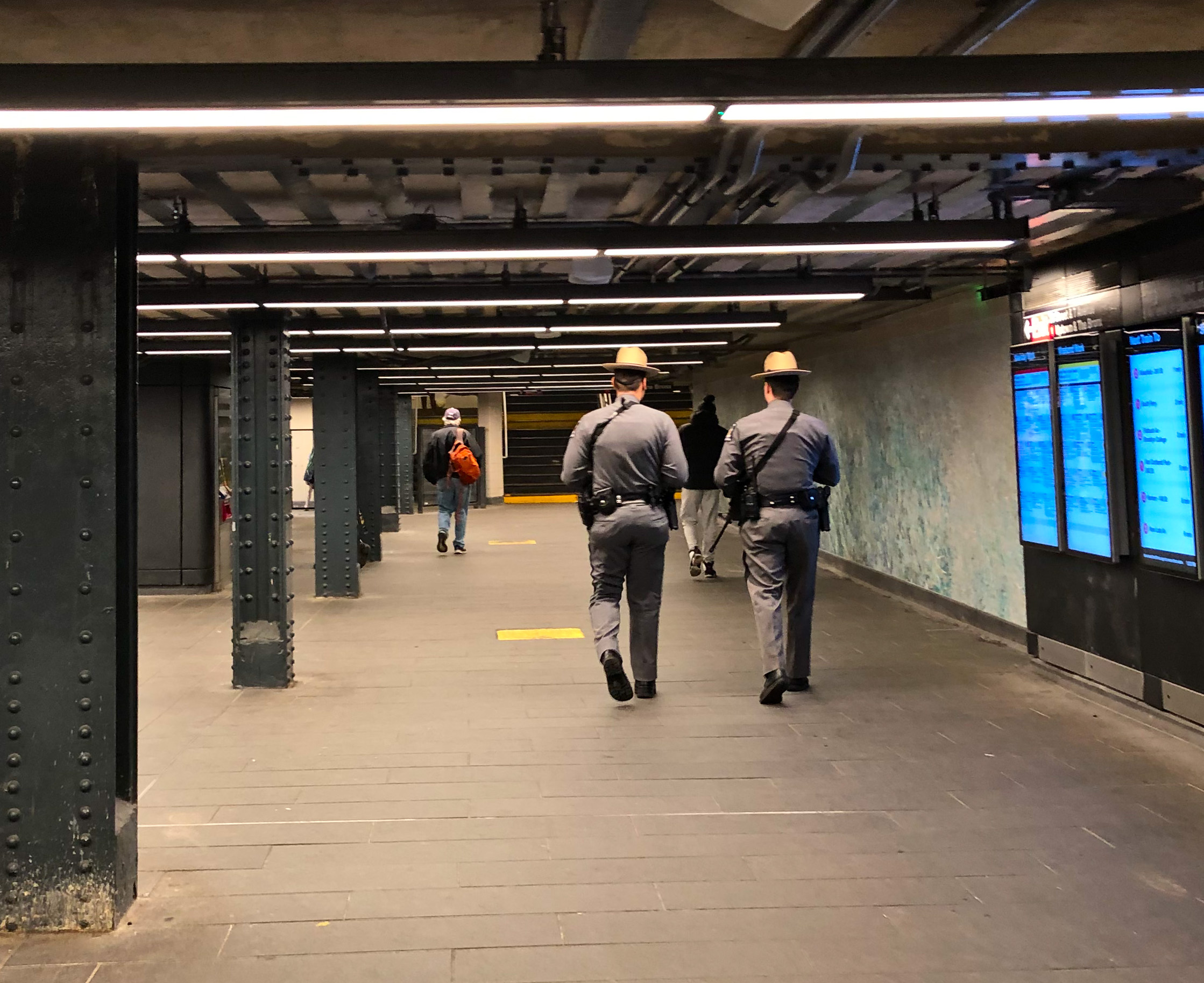
Patrouille de police dans le métro de New York.

La menace terroriste concerne aujourd’hui tous les modes qu’ils soient aérien, maritime ou terrestre. Après les attentats du 11 septembre 2001, les secteurs aérien et maritime, caractérisés par leur forte dimension internationale, ont fait l’objet de réglementations internationales et européennes visant une harmonisation des approches en matière de sûreté. Cela s’est traduit par des modes de contrôle renforcé dans les aéroports avec l’inspection-filtrage des passagers et des personnels, des bagages, du fret ou encore la protection des aires de manœuvre mais également la protection des aéronefs contre des attaques extérieures telles que des tirs d’armes longues ou des missiles sol-air.
Cela a également entraîné la mise en place de contrôles sur les navires et dans les ports conformément au code international pour la sûreté des navires et des installations portuaires (ISPS). Ce code, entré en vigueur en 2004, a pour fonction première de déterminer les rôles et responsabilités de chaque acteur, de lui fournir une méthode d’évaluation en vue de l’élaboration de plans de sûreté comportant des mesures adaptées en fonction de la menace. Les principales menaces pour un navire peuvent être le vol à main armée, la présence de clandestins, la cybercriminalité, un acte de terrorisme, ou de piraterie. Pour faire face à ces dernières menaces, le plan de sûreté des navires à passagers soumis au code ISPS fait l’objet d’un renforcement substantiel destiné à mieux définir les règles de prévention et de limitation de l’impact d’une attaque terroriste, ainsi qu’ à faciliter l’intervention des forces de sécurité à bord. En outre, les navires professionnels de tous types peuvent embarquer une équipe de protection privée armée en fonction de la zone de navigation et du niveau de la menace. Ainsi les zones de piraterie tel que le golfe de Guinée, le golfe d’Aden ou le détroit de Malacca font l’objet d’une attention particulière au travers de la mise en place d’un niveau 2 de sûreté au sens du code ISPS (décision du premier ministre), sur une échelle de 3.
La loi Économie bleue du 20 juin 2016 a renforcé les mesures relatives à la sûreté : possibilité de faire des fouilles et palpations sur un navire dans le port, possibilité pour un OPJ (officier de police judiciaire) de faire une fouille de sûreté en mer territoriale et dans les eaux intérieures, fondement légal pour réaliser des enquêtes administratives pour certaines missions de sûreté, peine de prison pour intrusion dans une zone d’accès restreint (ZAR), extension de la mission des équipes privées de protection des navires au risque terroriste ; etc.
La sûreté des autres modes de transport (ferroviaire, guidé, routier, par câble, fluvial, etc.) demeure une compétence souveraine de chaque état. Face à la menace, des mesures sont déployées par les opérateurs de transport et l’État, qui, en outre, adapte le cadre juridique.
Ainsi, la loi du 22 mars 2016 (relative à la prévention et à la lutte contre les incivilités, contre les atteintes à la sécurité publique et contre les actes terroristes dans les transports collectifs de voyageurs) a renforcé les prérogatives de la puissance publique et des opérateurs de transport. A titre d’illustration, les agents des services internes de sécurité de la SNCF et de la RATP peuvent désormais effectuer des inspections visuelles, des fouilles de bagages ou des palpations de sécurité ou bien réaliser leurs missions en dispense de tenue. Par ailleurs, la loi a institué la possibilité de conduire des enquêtes administratives destinées à vérifier que le comportement de certains personnels, dont la liste doit être fixée par décret en Conseil d’État, n’est pas incompatible avec les fonctions envisagées ou tenues.
Le poids de la menace terroriste sur ce secteur économique impose aujourd’hui aux acteurs du transport de tenir compte de cet environnement. Outre l’exploitation, il leur appartient de veiller à garantir des conditions de transport sécurisées pour les passagers et leurs personnels. Aussi, il est attendu de leur part, en lien avec les services de l’État, les ministères de l’intérieur et des transports notamment, de développer une analyse de la menace et des risques, pour prendre des mesures de nature à minimiser la vulnérabilité de leur transport.